# Ulica Garncarska w Krakowie
Ulica Garncarska – ulica w Krakowie, w dzielnicy I Stare Miasto, na Piasku. Biegnie od ulicy Krupniczej do ulicy Józefa Piłsudskiego, za skrzyżowaniem z którą jej przedłużeniem staje się ulica Retoryka.

## Historia
Ulica znajduje się na obszarze dawnej osady zwanej Krupniki, notowanej od XVI wieku, która stanowiła część podkrakowskiej jurydyki miejskiej Garbary. Osada zamieszkiwana była przeważnie przez krupników – rzemieślników zajmujących się wyrobem mąki i kaszy. Z tego powodu ulica zwana była od XVI wieku Krupniczą lub Krupniki. Obecna nazwa po raz pierwszy jest wzmiankowana w 1836 roku i stosowana była wówczas także w odniesieniu do dzisiejszej ulicy Krupniczej. Regulacje w latach 1883 i 1896 ukształtowały ulicę Garncarską w jej obecnym przebiegu.

## Zabudowa
Zabudowę ulicy stanowią głównie 2- i 3-piętrowe kamienice czynszowe z końca XIX i początku XX wieku, wzniesione w stylu eklektycznym i modernistycznym.
- ul. Garncarska 2 (ul. Krupnicza 30) – Kamienica w stylu secesyjnym. Projektował Kazimierz Zieliński, 1906.
- ul. Garncarska 4 – Kamienica w stylu secesyjnym. Projektował Kazimierz Zieliński, 1906. Na ścianie frontowej znajduje się tablica upamiętniająca mieszkającego w tej kamienicy gen. broni Zygmunta Zielińskiego, 2007.
- ul. Garncarska 5 –  Zabytkowa kamienica (wpisana do rejestru zabytków nieruchomych województwa małopolskiego)[4]. Wzniesiona w roku 1893.
- ul. Garncarska 6 – Dom z fasadą o uproszczonej dekoracji nawiązującej do form historycznych. W 1986 roku w elewację kamienicy wmurowano tablicę upamiętniającą Stanisława Okonia.
- ul. Garncarska 8 – Kamienica w stylu eklektycznym. Projektował Paweł Barański (?), 1879.
- ul. Garncarska 9 – Kamienica o cechach architektury modernistycznej. Projektowali Roman Bandurski i Wiktor Miarczyński, 1912.
- ul. Garncarska 10 (ul. Studencka 29) – Kamienica w stylu eklektycznym. Projektował Karol Rybiński, 1894.
- ul. Garncarska 11–13 – Gmach dawnej Lecznicy Związkowej. Projektowali Tadeusz Stryjeński i Franciszek Mączyński, 1910–1911. Zbudowany pierwotnie w stylu modernistycznym z wykorzystaniem elementów architektury dworkowej. Przebudowany gruntownie w latach 1929–1930, również przy współudziale Mączyńskiego, budynek został podwyższony, rozbudowany o pawilon boczny, zatracił większość pierwotnych cech stylowych. Obecnie siedziba Narodowego Instytutu Onkologii im. Marii Skłodowskiej-Curie.
- ul. Garncarska 12 (ul. Studencka 14) – Kamienica w stylu eklektycznym. Projektował Władysław Ekielski, 1892–1893.
- ul. Garncarska 14 – Kamienica w stylu eklektycznym. Projektował Karol Zaremba, 1893–1895.
- ul. Garncarska 16 –  Kamienica w stylu eklektycznym z dekoracją sgraffitową i rzeźbą alegoryczną autorstwa Tadeusza Błotnickiego. Projektował Karol Zaremba jako swój dom własny, 1896–1898. Wpisana do rejestru zabytków[4].
- ul. Garncarska 18 (pl. Sikorskiego 1) –  Dom Studencki im. Stanisława Bilskiego (obecnie hotel pielęgniarek). Projektowali Tadeusz Stryjeński i Franciszek Mączyński, 1928. Wpisany do rejestru zabytków[4].
- ul. Garncarska 19 – Kamienica w stylu modernistycznym. Projektował Ludwik Wojtyczko, 1936.
- ul. Garncarska 21 – Kamienica w stylu modernistycznym. Projektowali Stanisław Wexner i Henryk Jakubowicz, 1937.
 Kamienica znajduje się na szlaku „Modernistyczne Godła Kamienic”. Nad wejściem umieszczono godło w formie dużej płaskorzeźby przedstawiającej klęczącą figurę kobiety, do której z dwóch stron podlatują ptaki. W dolnej części zachowała się sygnatura LW[5].
- ul. Garncarska 23 (ul. Wenecja 1) –  Kamienica Pod Lwem (Pod Świętym Markiem), zwana też Domem Weneckim. Projektował Kazimierz Hroboni, 1911–1912. Wpisana do rejestru zabytków[4]. Na ścianie frontowej znajduje się tablica upamiętniająca mieszkających w tej kamienicy: Władysława Żeleńskiego[6], Piotra Stachiewicza, Antoniego Procajłowicza i Jana Świerczyńskiego. Autorem tablicy odsłoniętej w 1991 roku jest Antoni Kostrzewa[7].
- ul. Garncarska 24–26 –  Kościół Najświętszego Serca Pana Jezusa, zespół klasztorny sercanek. Projektował Władysław Kaczmarski, 1895–1900. Klasztor i kaplica zostały wpisane do rejestru zabytków[4].

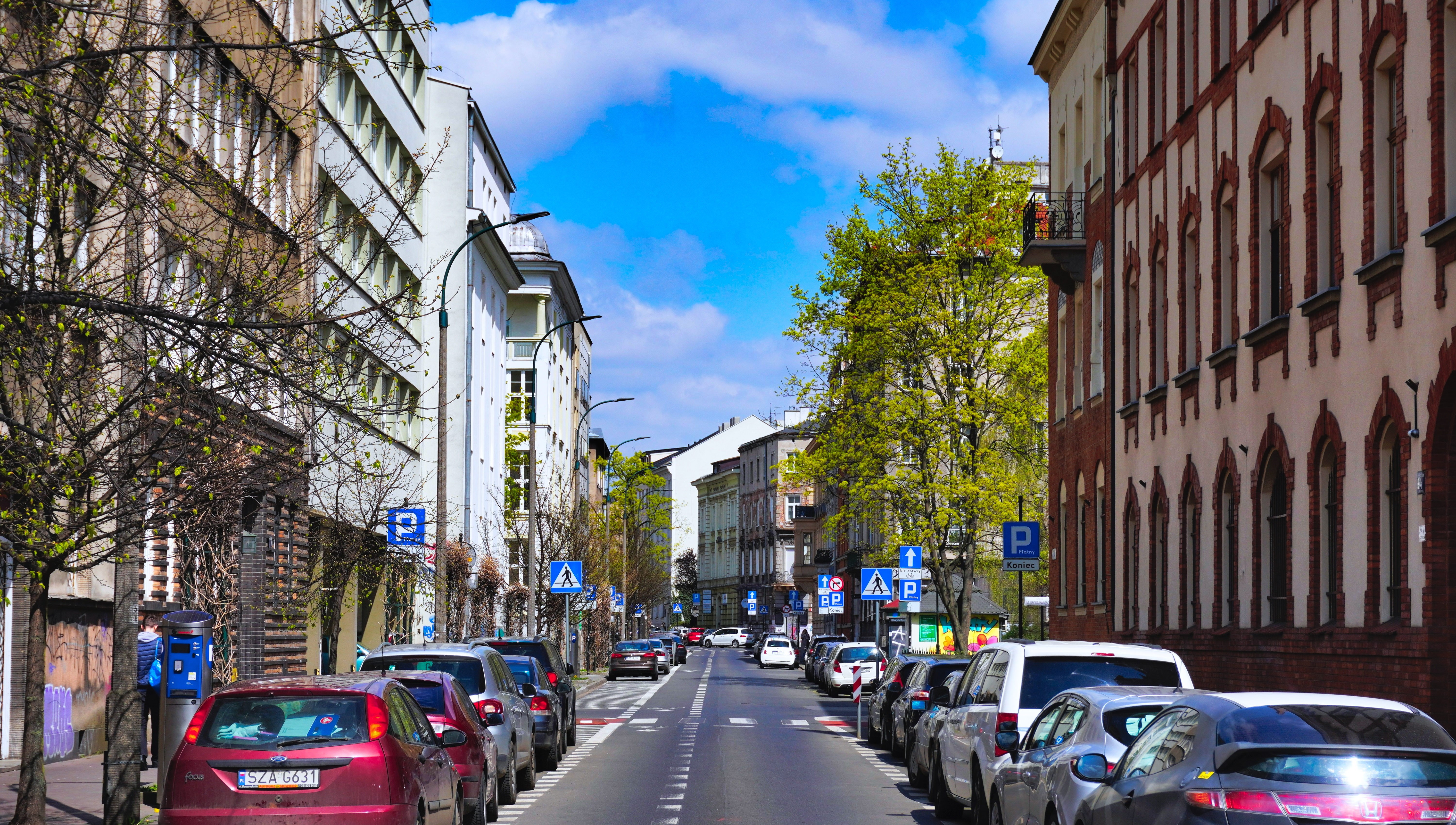
Widok od ul. Wenecja na północ
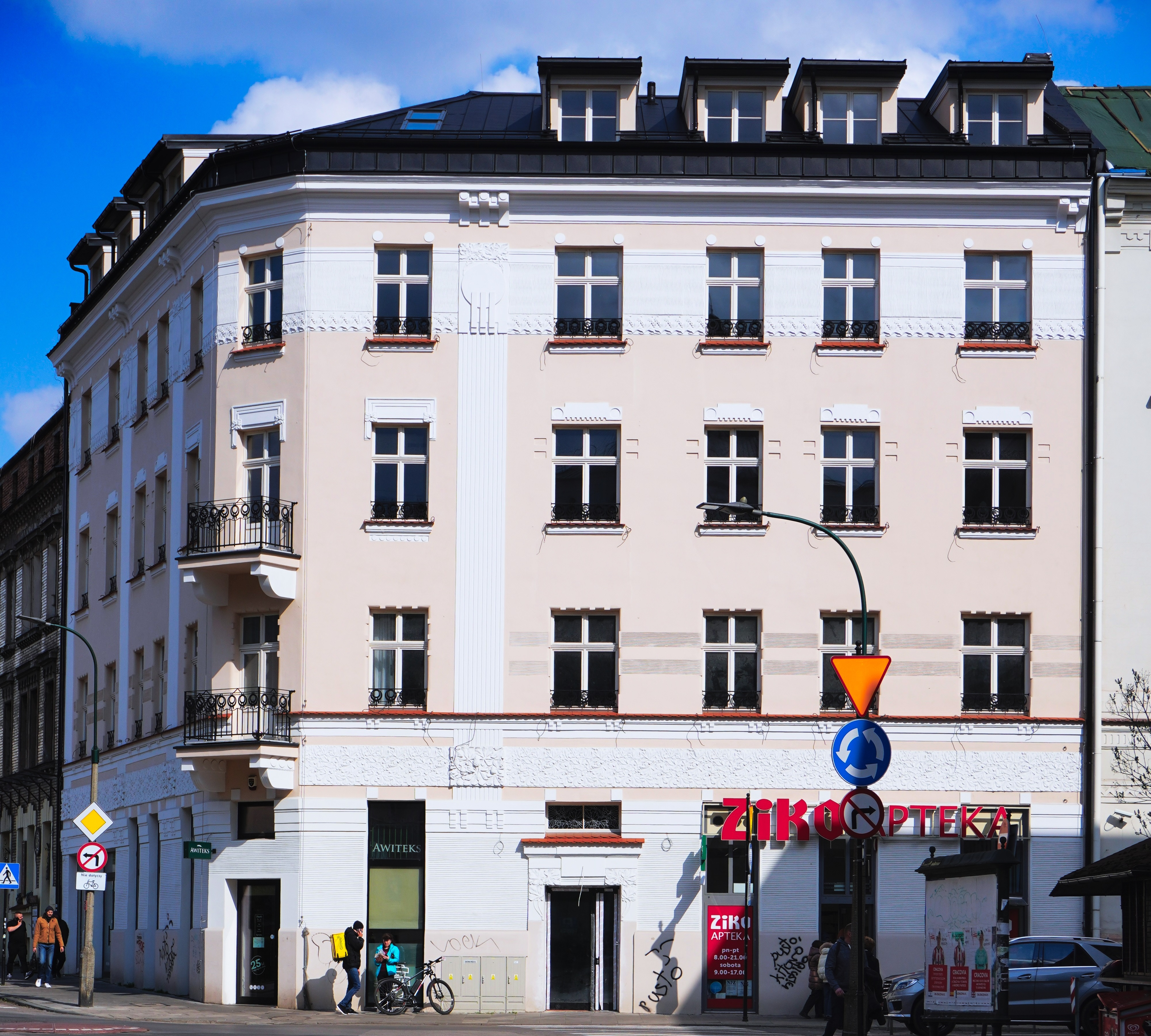
ul. Garncarska 2 (ul. Krupnicza 30) Kamienica (proj. Kazimierz Zieliński, 1906)
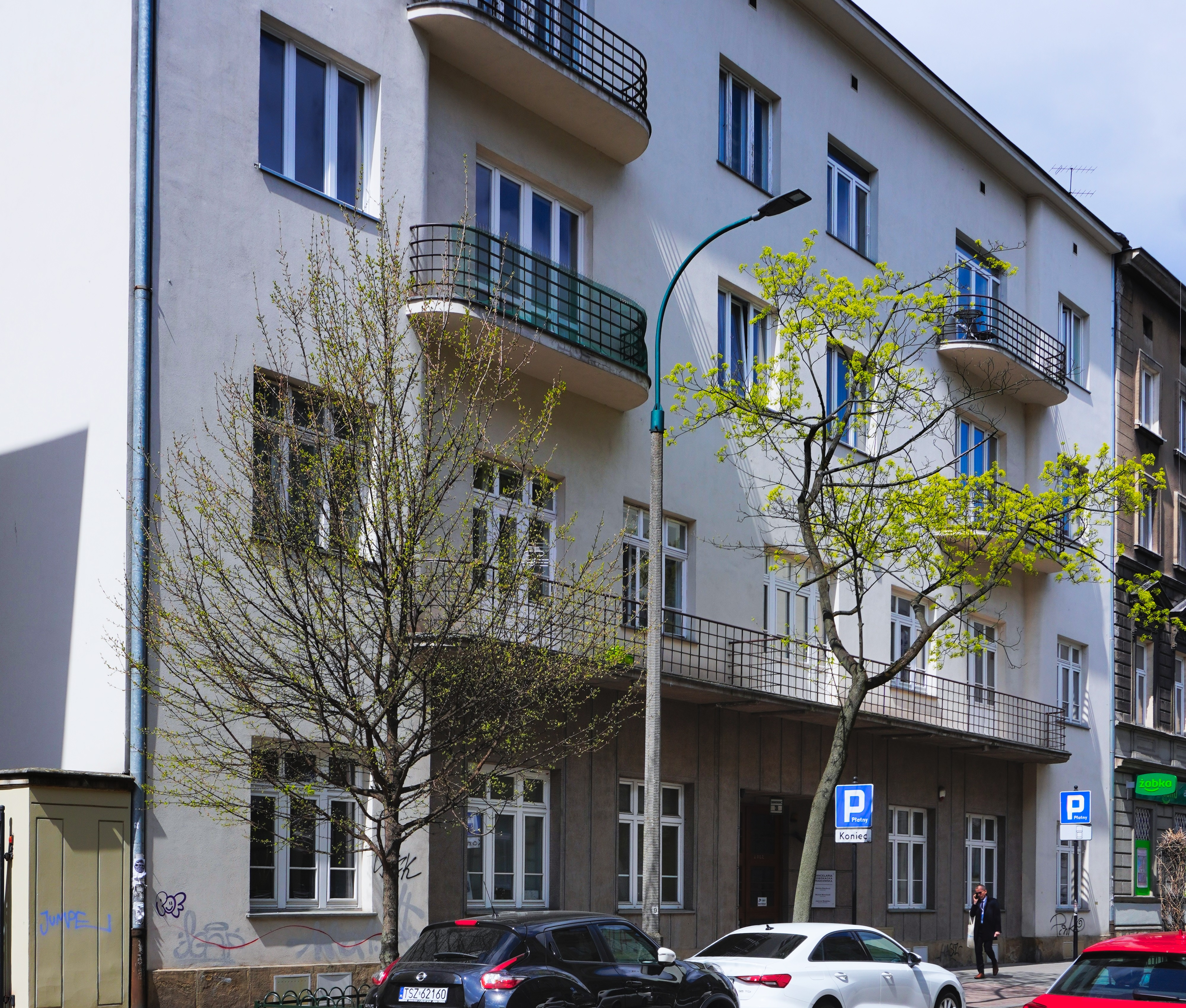
ul. Garncarska 3 Modernistyczna kamienica
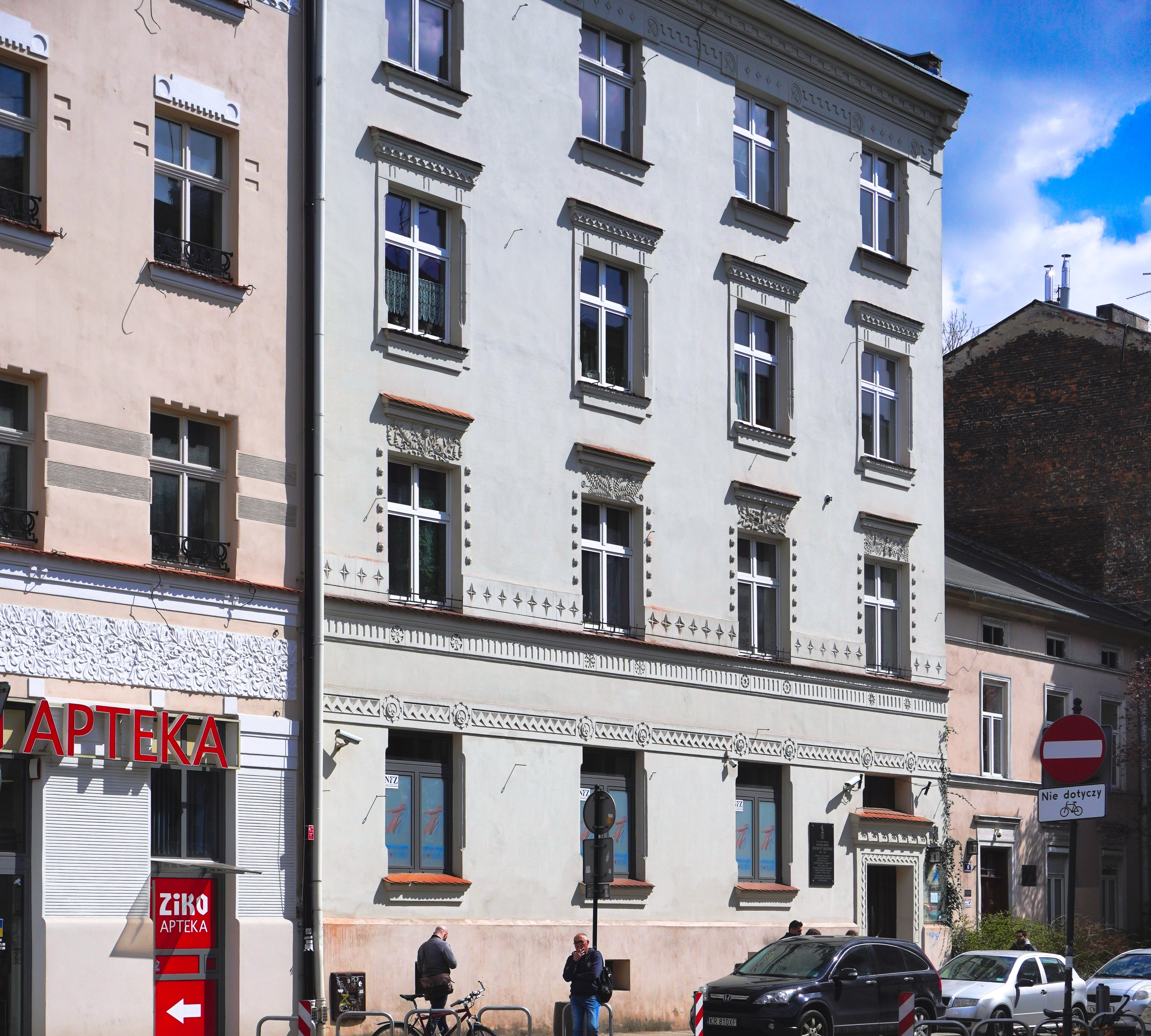
ul. Garncarska 4 Kamienica (proj. Kazimierz Zieliński, 1906)
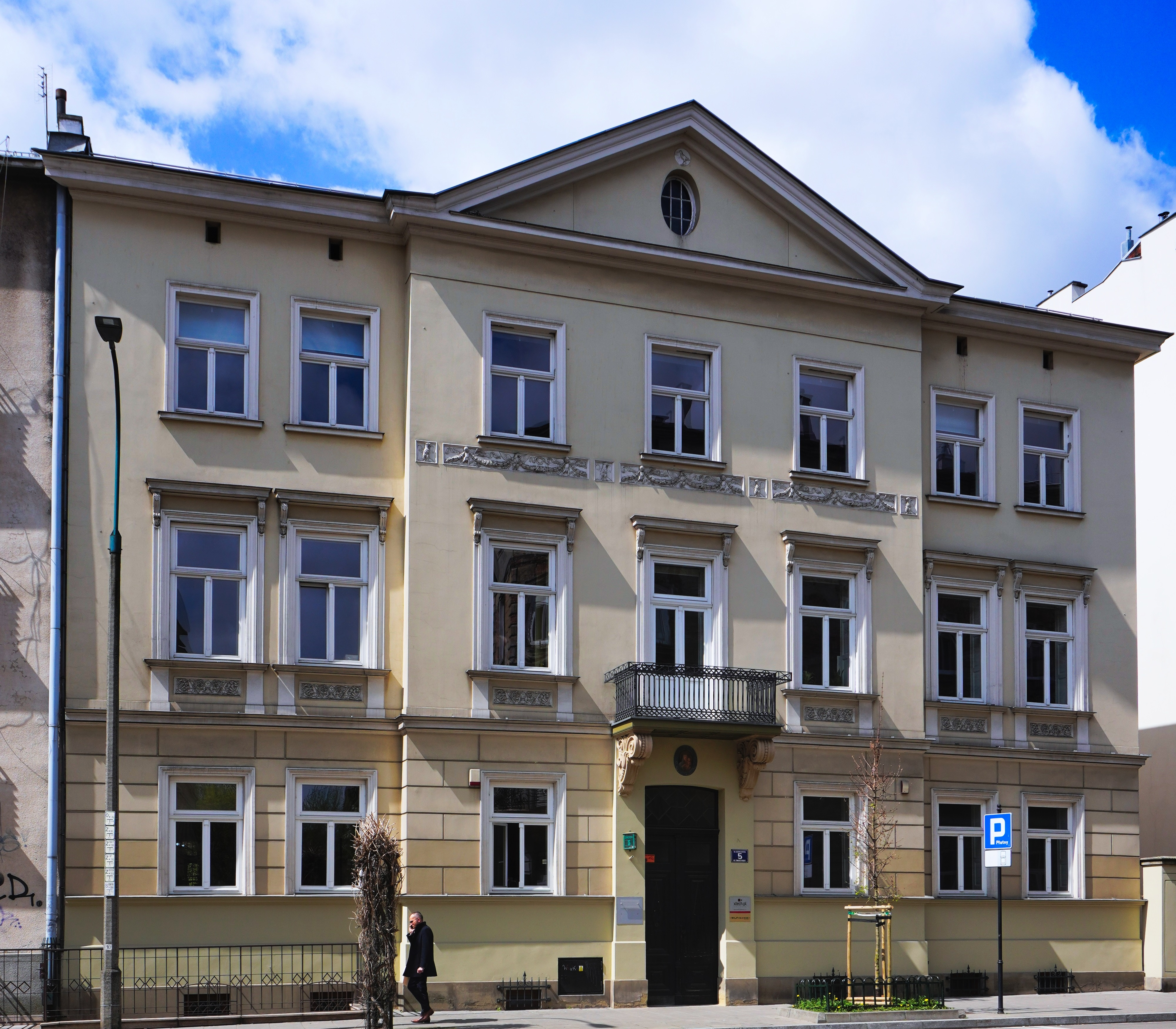
ul. Garncarska 5 Zabytkowa kamienica
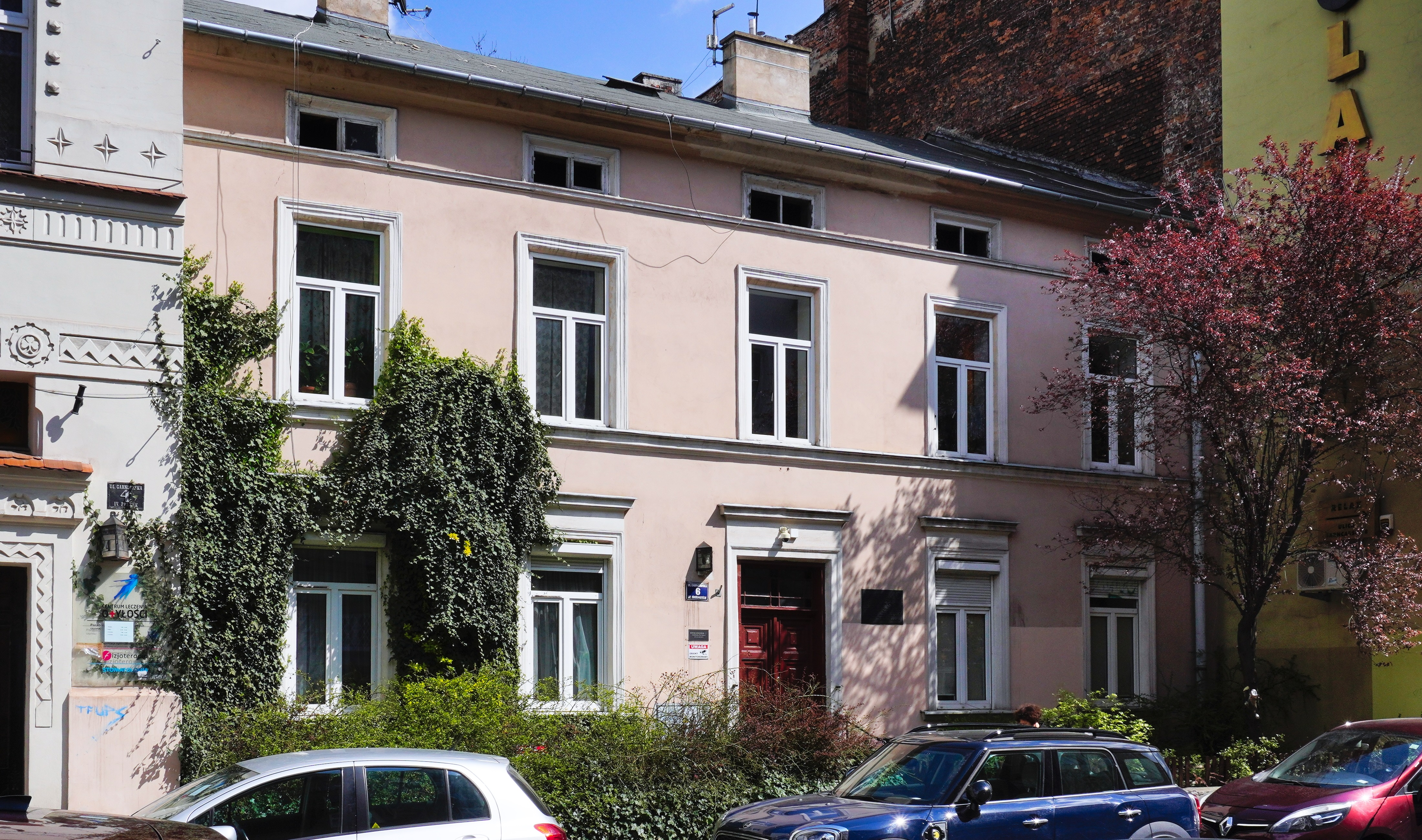
ul. Garncarska 6 Kamienica
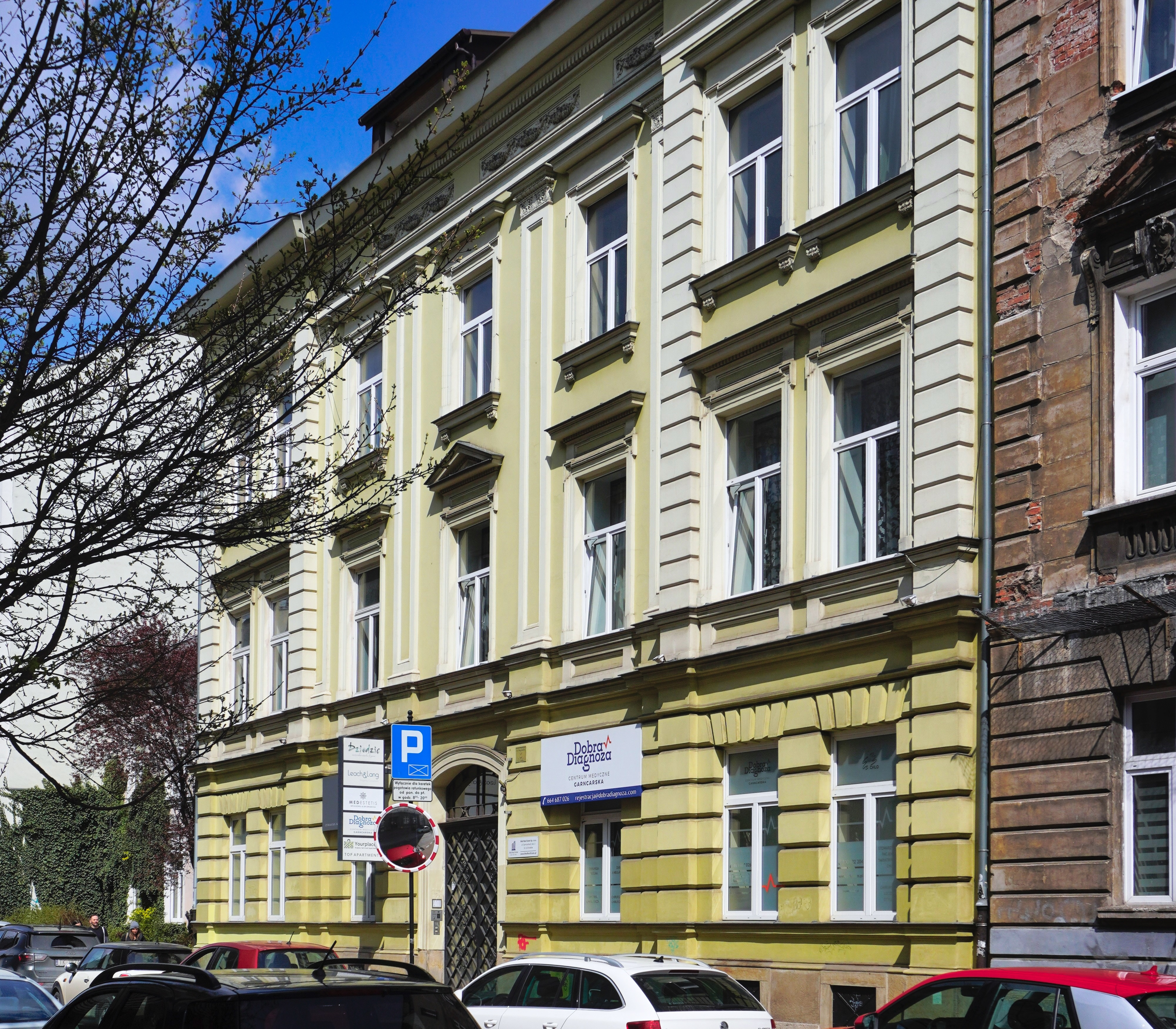
ul. Garncarska 8 Kamienica (proj. Paweł Barański (?), 1879)
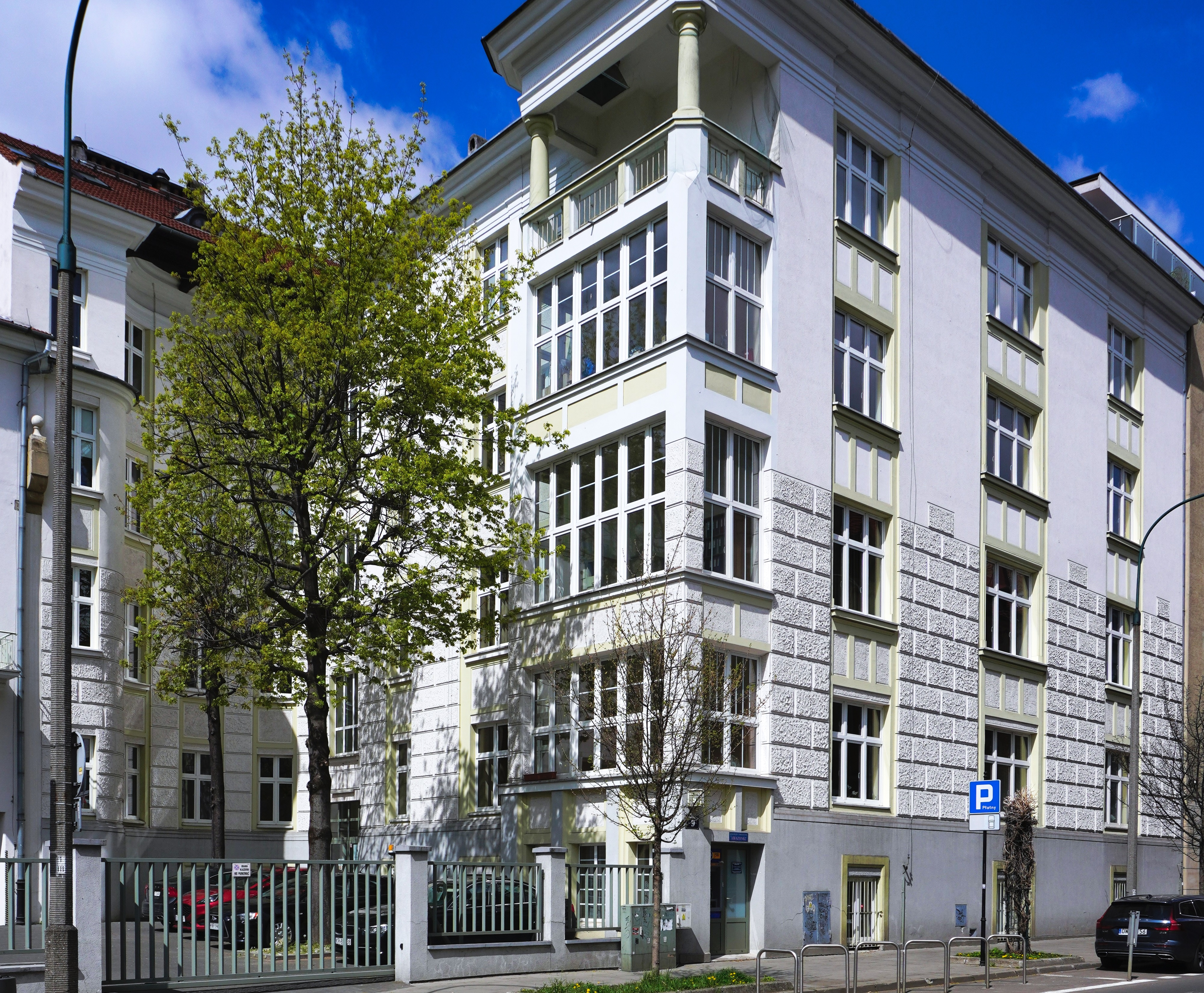
ul. Garncarska 9 Kamienica (proj. Roman Bandurski i Wiktor Miarczyński, 1912)
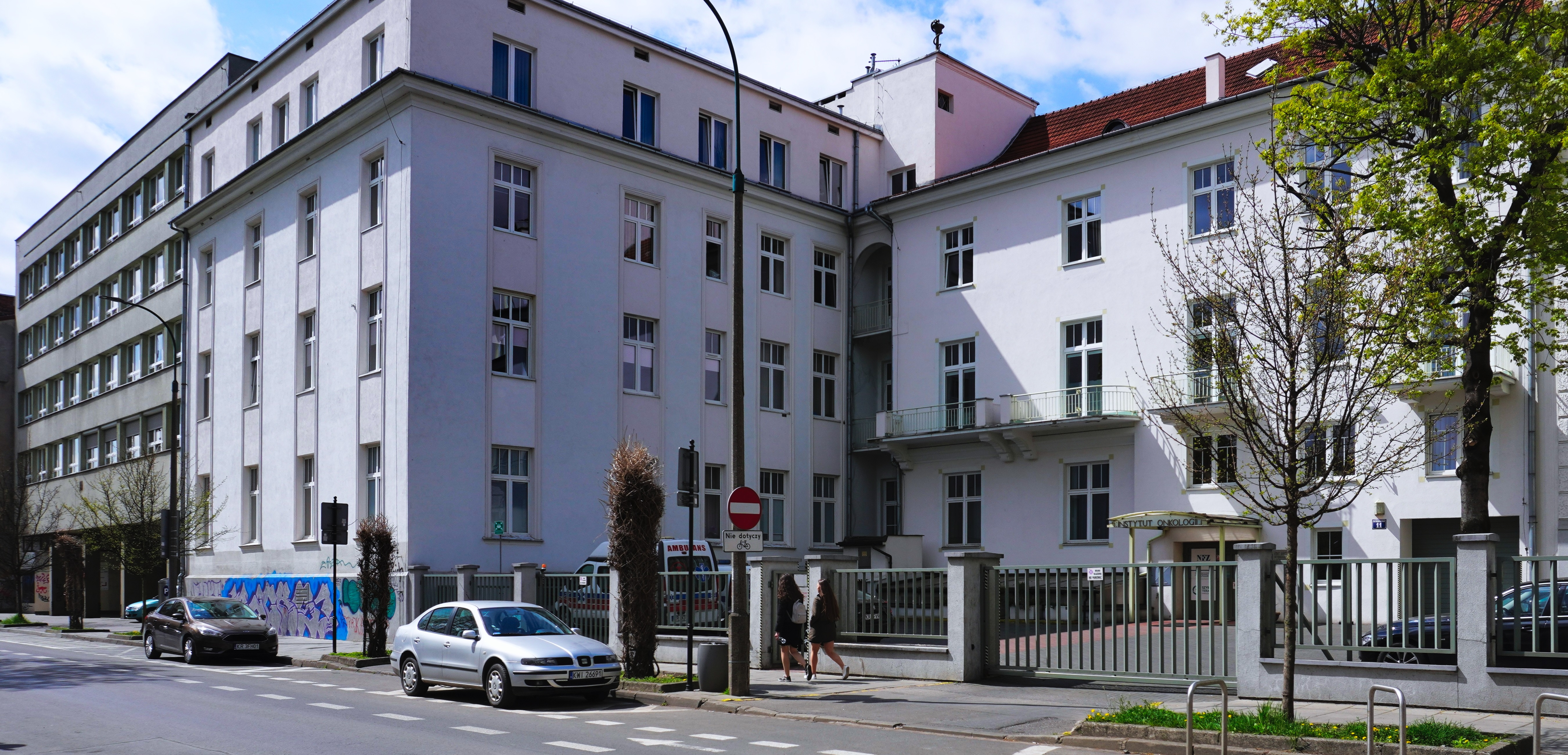
ul. Garncarska 11–13 Gmach dawnej Lecznicy Związkowej, obecnie siedziba Narodowego Instytutu Onkologii im. Marii Skłodowskiej-Curie (proj. Tadeusz Stryjeński i Franciszek Mączyński, 1910–1911)
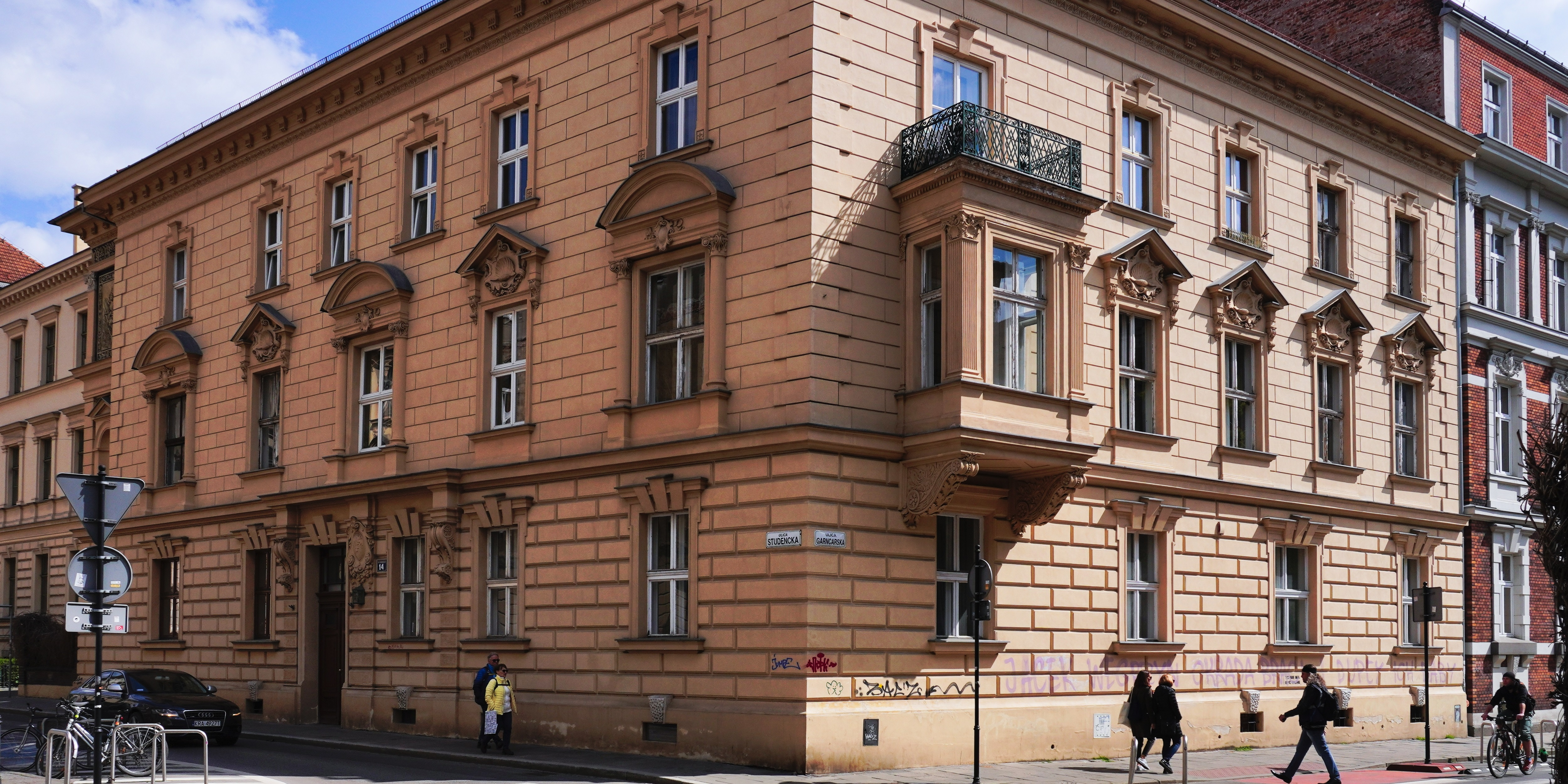
ul. Garncarska 12 (ul. Studencka 14) Kamienica (proj. Władysław Ekielski, 1892–1893)
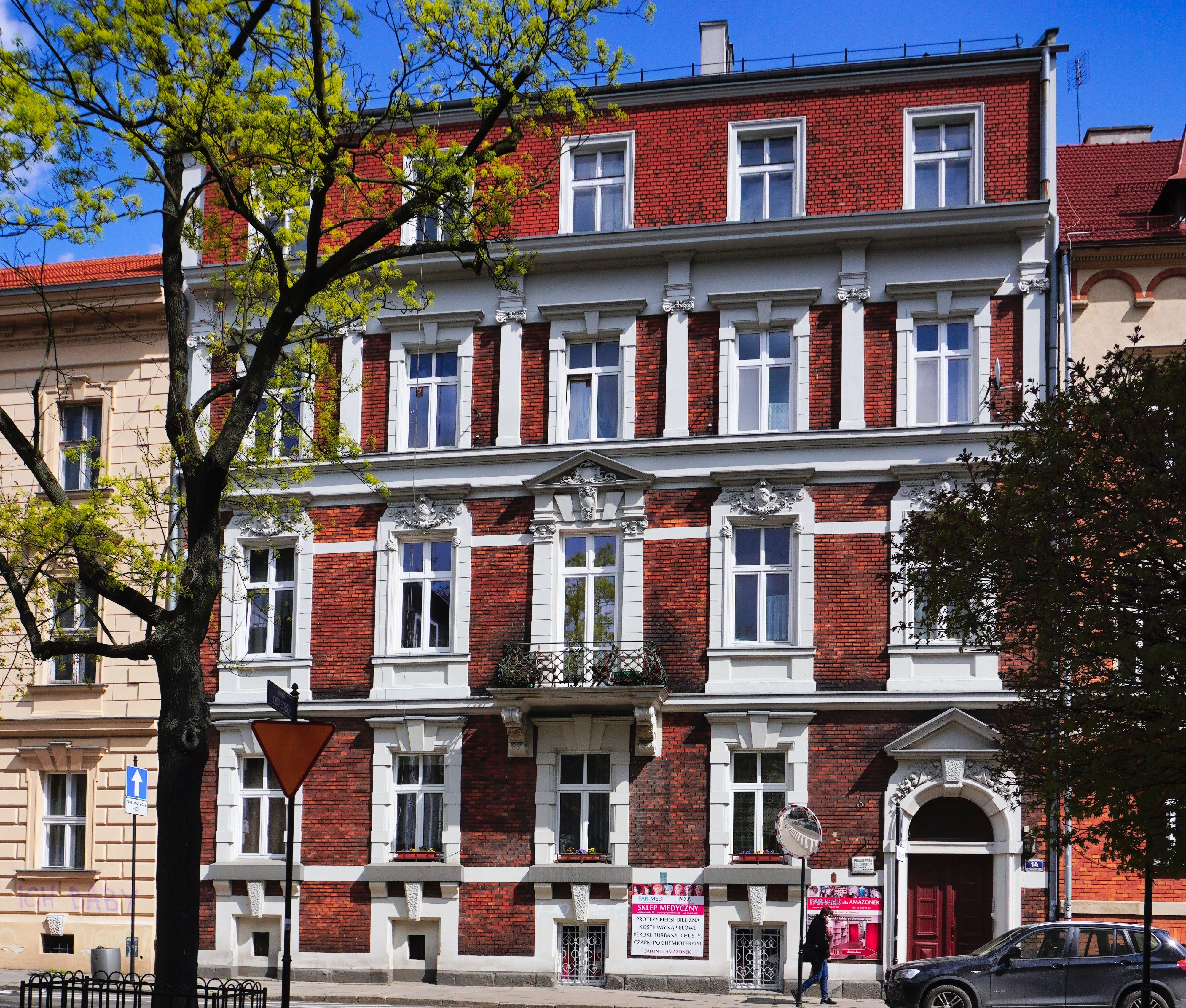
ul. Garncarska 14 Kamienica (proj. Karol Zaremba, 1893–1895)
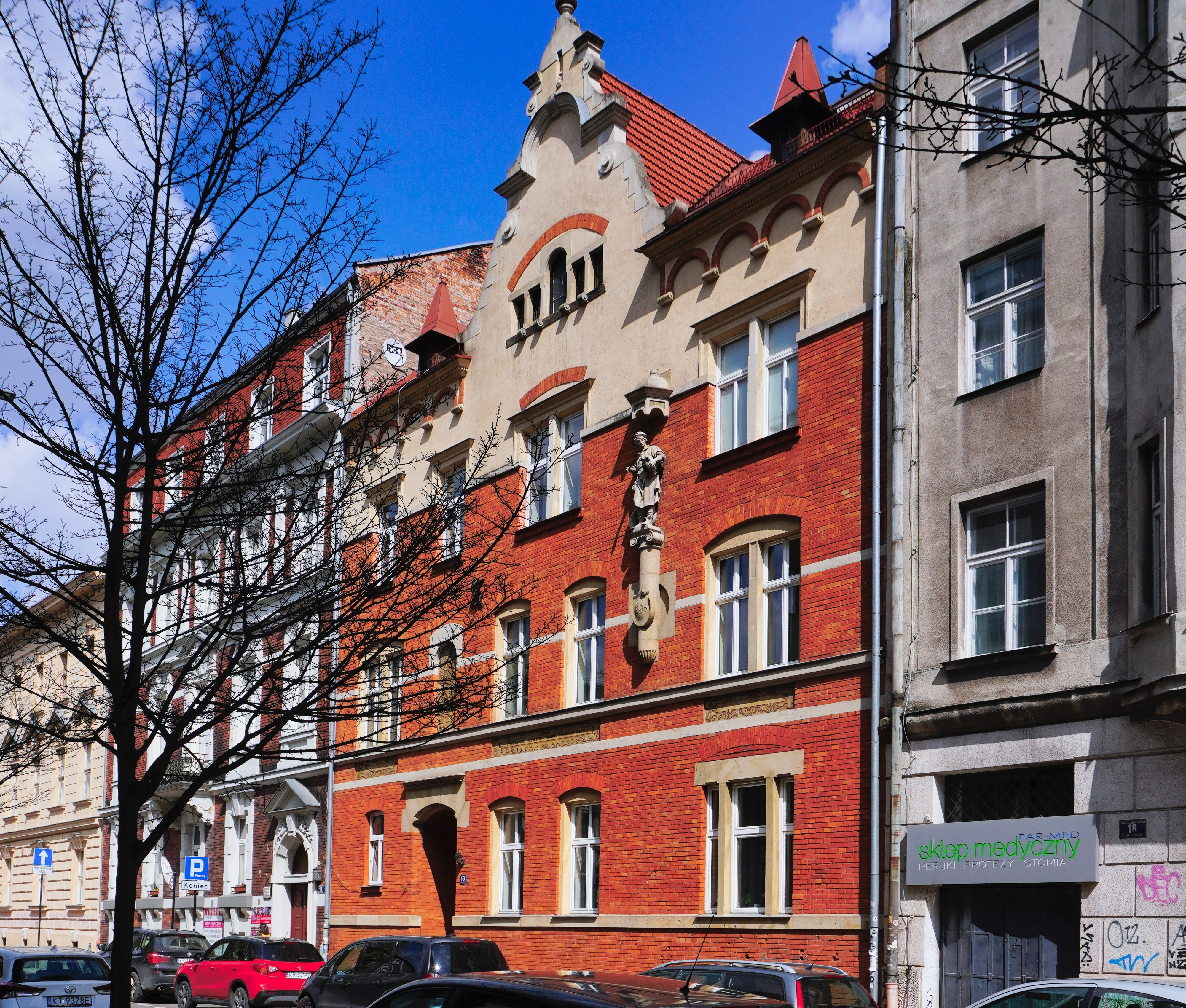
ul. Garncarska 16 Kamienica, dom własny (proj. Karol Zaremba, 1896–1898)
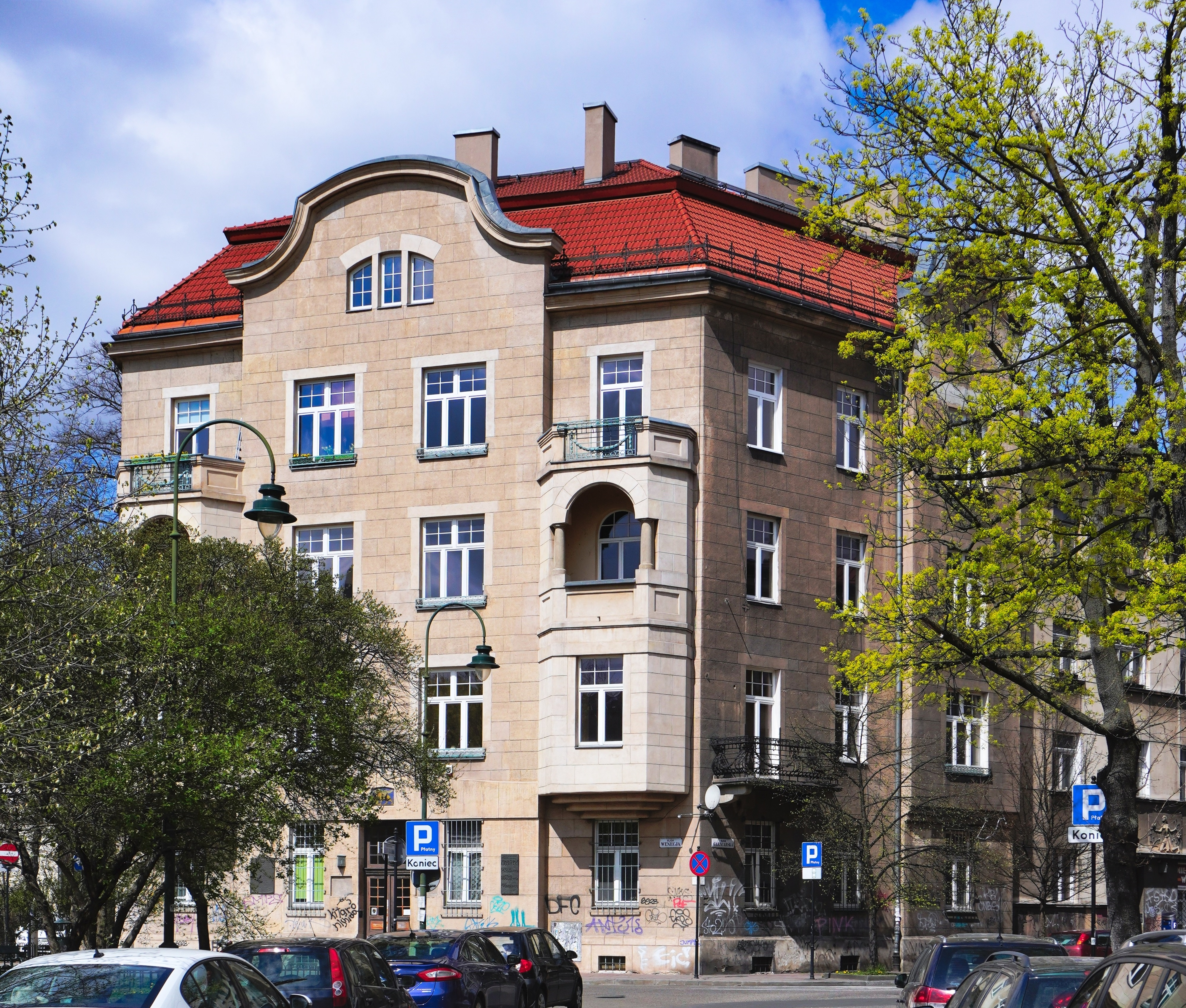
ul. Garncarska 23 (ul. Wenecja 1) Kamienica Pod Lwem (Dom Wenecki) (proj. Kazimierz Hroboni, 1911–1912)
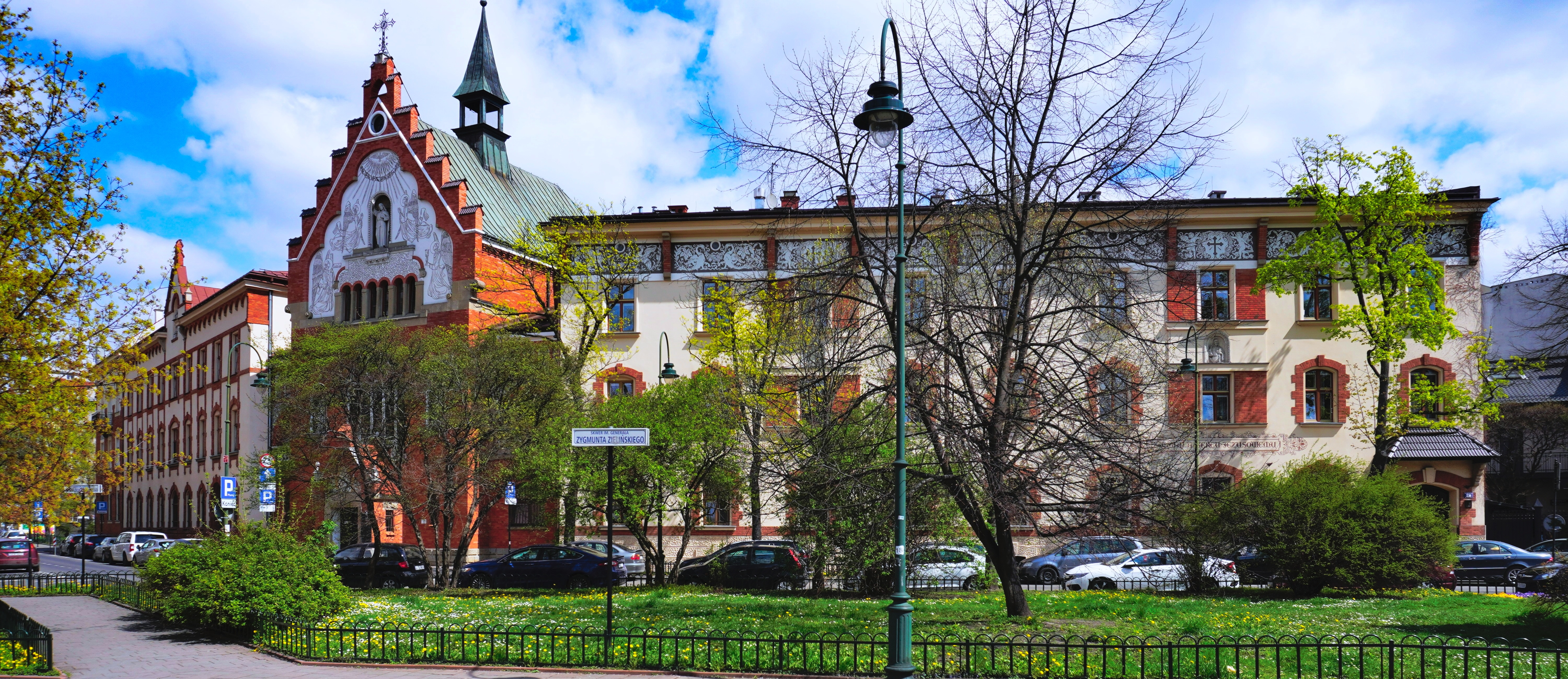
ul. Garncarska 24–26 Kościół Najświętszego Serca Pana Jezusa i zespół klasztorny sióstr sercanek (proj. Władysław Kaczmarski, 1895–1900)
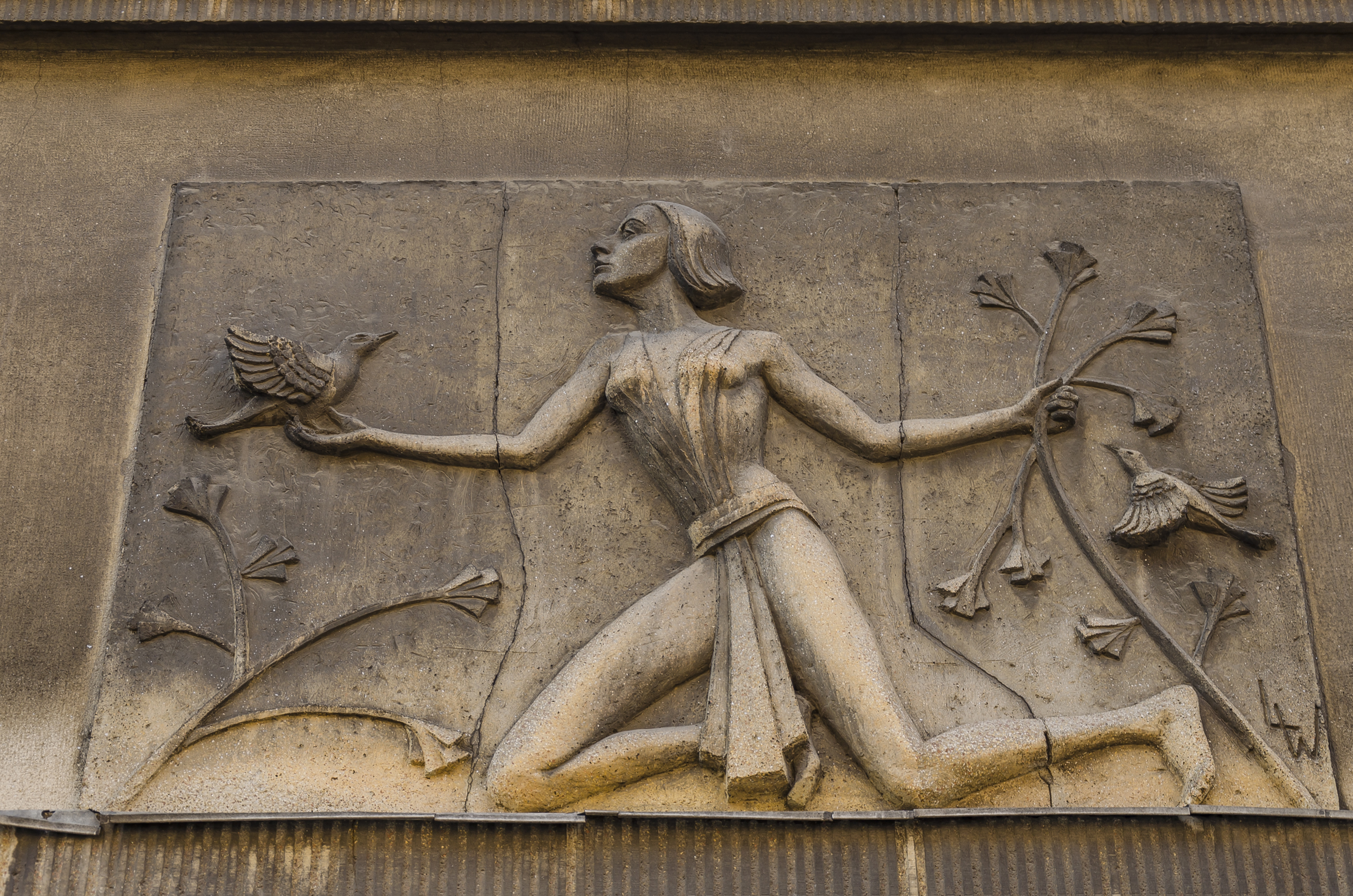
ul. Garncarska 21 Godło na kamienicy